# روبرت راي (لاعب كرة قاعدة)
روبرت راي (بالإنجليزية: Robert Ray)‏ هو لاعب كرة قاعدة أمريكي، ولد في 21 يناير 1984 في لوفكين في الولايات المتحدة.

## وصلات خارجية
- روبرت راي على موقع دوري كرة القاعدة الرئيسي (الإنجليزية)
- روبرت راي على موقعبيزبول رفرنس.كوم (الدوري الرئيسي) (الإنجليزية)
- روبرت راي على موقعبيزبول رفرنس.كوم (الدوري الثانوي) (الإنجليزية)
- روبرت راي على موقع إي إس بي إن.كوم (أم.أل.بي) (الإنجليزية)
- روبرت راي على موقع مشجعي الرسوم البيانية (الإنجليزية)